# Bouka
Pour plus de détails, voir Fiche technique et Distribution.
Bouka est une réalisation cinématographique ivoirienne produite en 1988. Ce film est une œuvre du cinéaste ivoirien Roger Gnoan M'Bala.

## Synopsis
Bouka  c'est mon nom de famille a appris dans son enfance les secrets des plantes et des animaux, de son père, Assouan. Ils vivent avec sa mère Akouba dans un petit village au milieu de la forêt. Un jour leur vie est brisée par la mort brutale et inexpliquée d'Assouan. Bouka soupçonne son oncle d'être à l'origine de ce drame, car selon la tradition, sa mère devra épouser ce dernier et lui céder ses biens. Une fois mariée, Akouba devient enceinte. Bouka est révolté et organise une société secrète avec ses compagnons de jeux. Mais les jeux deviennent tragiques.
Après Ablakon, Roger Gnoan M'Bala s'intéresse de nouveau aux gangs de jeunes en opposition au monde adulte. Une audace pour l'époque.

## Fiche technique
- Titre original : Bouka
- Réalisation : Roger Gnoan M'Bala
- Photographie : Paul Kodjo
- Musique : Martial Anney
- Production : Abyssa Films
- Montage : Ahoussy Djangoye
- Durée : 90 min
- Format : Couleurs
- Langue : Français

## Distribution
- Akissi Delta
- Félix Gazekagnon
- Drissa Kone
- Allomo Ignace

## Distinctions
- 1er prix de long métrage au Vues d’Afrique, Canada (1989)[1]
- Grand prix du jury au Festival de Belfort, France (1989)
- Prix Sankofa des éditeurs au FESPACO - Panafrican Film and Television Festival of Ouagadougo, Burkina Faso (1989)
- Prix ID des Arts et Lettres, Côte d'Ivoire (1989)
- Prix du public au Festival d’Angers, France (1989)